# Teatre de l'Orfeó Calellenc
El Teatre de l'Orfeó Calellenc és una obra del municipi de Calella (Maresme) inclosa en l'Inventari del Patrimoni Arquitectònic de Catalunya.

## Descripció
Per l'estructura i les principals finestres, l'edifici és d'estil historicista; cal destacar les finestres arabitzants del pis superior, el fris i les obertures a l'estil dels grans monuments de Mesopotàmia de la planta. Els elements historicistes contrasten força amb la balustrada del balcó i les columnes de la porta d'accés principal, que corresponen a algunes modificacions fetes a la dècada dels anys 20. Cal esmentar que aquest mateix any el teatre fou adquirit pel nounat Orfeó Calellenc per subscripció pròpia.